# La misteriosa avventura
Irish Luck è un film muto del 1925 diretto da Victor Heerman. La sceneggiatura di Thomas J. Geraghty si basa su The Imperfect Imposter, romanzo di Norman Venner pubblicato a New York nel 1925. Prodotto dalla Famous Players-Lasky Corporation e distribuito dalla Paramount Pictures, il film aveva come interpreti Thomas Meighan, qui impegnato in un doppio ruolo, Lois Wilson, Cecil Humphreys, Claude King, Ernest Lawford.

## Trama
Tom Donahue, agente del traffico di New York, avendo partecipato a un concorso indetto da un giornale, vince un viaggio in Europa. Di origine irlandese, decide di sfruttare il premio per andare a fare visita ai suoi parenti di Dublino. Arrivato in Irlanda, Tom scopre di avere un sosia in lord Fitzhugh, un giovane aristocratico di cui diventa amico. Intanto il conte di Killarney, zio di Fitzhugh, dal suo letto di morte esprime il desiderio di rivedere il nipote, volendo dimenticare in questo modo tutte le incomprensioni del passato. Ma Fitzhugh non si trova, sembra sparito, e sua sorella Gwendolyn convince Tom a prenderne il posto per accontentare il morente. Tom impersona con successo l'amico, assicurandogli in questo modo l'eredità dello zio ma, nel contempo, scopre l'intrigo di Douglas, un altro nipote, che vuole uccidere il cugino dopo la morte del conte, per poterne diventare così l'erede. Fitzhugh viene liberato e Tom ottiene la mano della bella Gwendolyn.

## Produzione
Le riprese del film, prodotto dalla Famous Players-Lasky Corporation e girato in Irlanda e nei Paramount Studios di Astoria, a Long Island, durarono fino a inizio ottobre 1925.

## Distribuzione
Il copyright del film, richiesto dalla Famous Players-Lasky Corp., fu registrato l'8 dicembre 1925 con il numero LP22093.

Distribuito dalla Paramount Pictures e presentato da Jesse L. Lasky e Adolph Zukor, il film uscì nelle sale statunitensi presentato a New York il 22 novembre 1925. La Famous-Lasky Film Service, che distribuì il film in Australia e Canada, fece uscire il film nel Regno Unito il 21 ottobre 1926, qualche mese dopo la sua presentazione a Londra avvenuta il 27 aprile 1926. In Brasile, il film prese il titolo Contra-Mão; in Svezia, quello di Lyckan kommer, lyckan går.
In Italia, distribuito nel 1926 dalla Paramount, aveva il visto di censura numero 23089.
Copia completa della pellicola si trova conservata negli archivi del George Eastman House di Rochester.